# 前川原駐屯地
前川原駐屯地（まえがわらちゅうとんち、JGSDF Camp Maegawara）とは、福岡県久留米市高良内町2728に所在し、陸上自衛隊幹部候補生学校等が駐屯する陸上自衛隊の駐屯地である。

## 概要
駐屯地司令は、幹部候補生学校長が兼務する。
最寄の演習場は、高良台演習場と藤山射撃場である。
なお、本駐屯地には会計隊及び駐屯地業務隊が存在せず、幹部候補生学校がそれらの業務を行う。
第4師団隷下部隊の駐屯する久留米駐屯地が隣接する。

## 沿革
日本陸軍
- 1941年（昭和16年）8月：久留米第一陸軍予備士官学校が発足[1]。

占領軍
- 1945年（昭和20年）10月：終戦により、占領軍が駐留（「キャンプ久留米」）[1]。

警察予備隊前川原駐屯地
- 1950年（昭和25年）8月25日：警察予備隊発足により、久留米訓練所が開設。
- 1951年（昭和26年）12月28日：警察予備隊総隊普通科学校が設置[2]。
- 1952年（昭和27年）
  - 1月15日：総隊普通科学校が開校[2]。
  - 3月18日：総隊普通科学校内に幹部候補生隊を編成[3]。

陸上自衛隊前川原駐屯地
- 1954年（昭和29年）
  - 7月1日：陸上自衛隊へ移管[4]。
  - 7月5日：陸上自衛隊幹部候補生学校が編成完結[2]。
  - 8月20日：普通科学校が廃止（富士学校普通科部に改編、富士駐屯地に移駐）。
  - 10月16日：第3特科群本部及び本部中隊、第111特科大隊、第112特科大隊が久留米駐屯地から移駐。
- 1956年（昭和31年）
  - 1月16日：第3特科群（前川原駐屯地）を第4管区隊隷下から西部方面隊直轄に隷属替え。
  - 1月25日：第3特科群第302観測中隊新編。
- 1957年（昭和32年）
  - 3月24日：第302観測中隊が別府駐屯地設置先の米軍キャンプ・チッカマウガへ移駐。
  - 3月25日：第112特科大隊が久留米駐屯地へ移駐。
  - 12月14日：第3特科群主力が別府駐屯地へ移駐。
- 1959年（昭和34年）8月13日：陸上自衛隊幹部候補生学校長に隷属していた前川原駐屯地業務隊、第325診療隊、第360会計隊を吸収して、幹部候補生学校に企画室及び総務部が設置。
- 1960年（昭和35年）7月：幹部候補生学校が前川原駐屯地に恒久的に駐屯することが決定。
- 1961年（昭和36年）9月：校舎建替工事開始。
- 1962年（昭和37年）3月：学生隊舎一棟落成。
- 1964年（昭和39年）3月：本部庁舎・大講堂・銃剣道場・営内隊舎落成。
- 1974年（昭和49年）8月1日：幹部候補生学校教導隊を編成。
- 2014年（平成26年）4月：剛健大講堂落成。

## 駐屯部隊・機関

### 防衛大臣直轄部隊・機関
- 陸上自衛隊幹部候補生学校
- 警務隊
  - 西部方面警務隊
    - 第134地区警務隊
      - 前川原連絡班

### 西部方面隊隷下部隊
- 西部方面システム通信群
  - 第102基地システム通信大隊
    - 第321基地通信中隊
      - 前川原派遣隊

## 最寄の幹線交通
- 高速道路：九州自動車道久留米IC、広川IC
- 一般道：国道3号、国道209号、国道210号、国道265号、国道322号、福岡県道752号藤山国分一丁田線、福岡県道82号久留米立花線、福岡県道86号久留米筑後線、福岡県道800号湯ノ原合川線、福岡県道755号安武本国分線、福岡県道・佐賀県道17号久留米基山筑紫野線
- 鉄道：JR九州鹿児島本線久留米駅、久大本線南久留米駅、西鉄天神大牟田線花畑駅
- バス：西鉄バス久留米3系統、「自衛隊幹部候補生学校前」停留所
- 港湾：三池港（重要港湾）
- 飛行場：福岡空港（第二種空港）